# Schizomitrium martianum
Schizomitrium martianum là một loài Rêu trong họ Hookeriaceae. Loài này được (Hornsch.) Crosby mô tả khoa học đầu tiên năm 1975.